# In-Yer-Face-Theater
Das In-Yer-Face-Theater ist eine Art von Drama, das in Großbritannien in den 1990er Jahren entstand. Den Begriff prägte der britische Theaterkritiker Aleks Sierz durch den Titel seines Buches "In-Yer-Face Theatre: British Drama Today". In-Yer-Face-Theater beschreibt Arbeiten junger Dramatiker, die schockierende und teils vulgäre Stoffe auf die Bühne bringen, um ihr Publikum damit zu konfrontieren und zu berühren. Nach Sierz sind die großen drei Persönlichkeiten des In-Yer-Face-Theaters Sarah Kane, Mark Ravenhill und Anthony Neilson.

## Herkunft
Der Begriff "In-Yer-Face" ist eine Abgewandelte Form der Floskel "In your face", dt. In dein Gesicht. Das Oxford English Dictionary beschreibt die Floskel als "to get in a person's face: to provoke or confront a person." "Einer Person zu nahe treten: Eine Person zu provozieren oder zu konfrontieren."